# Antonie Kleijn

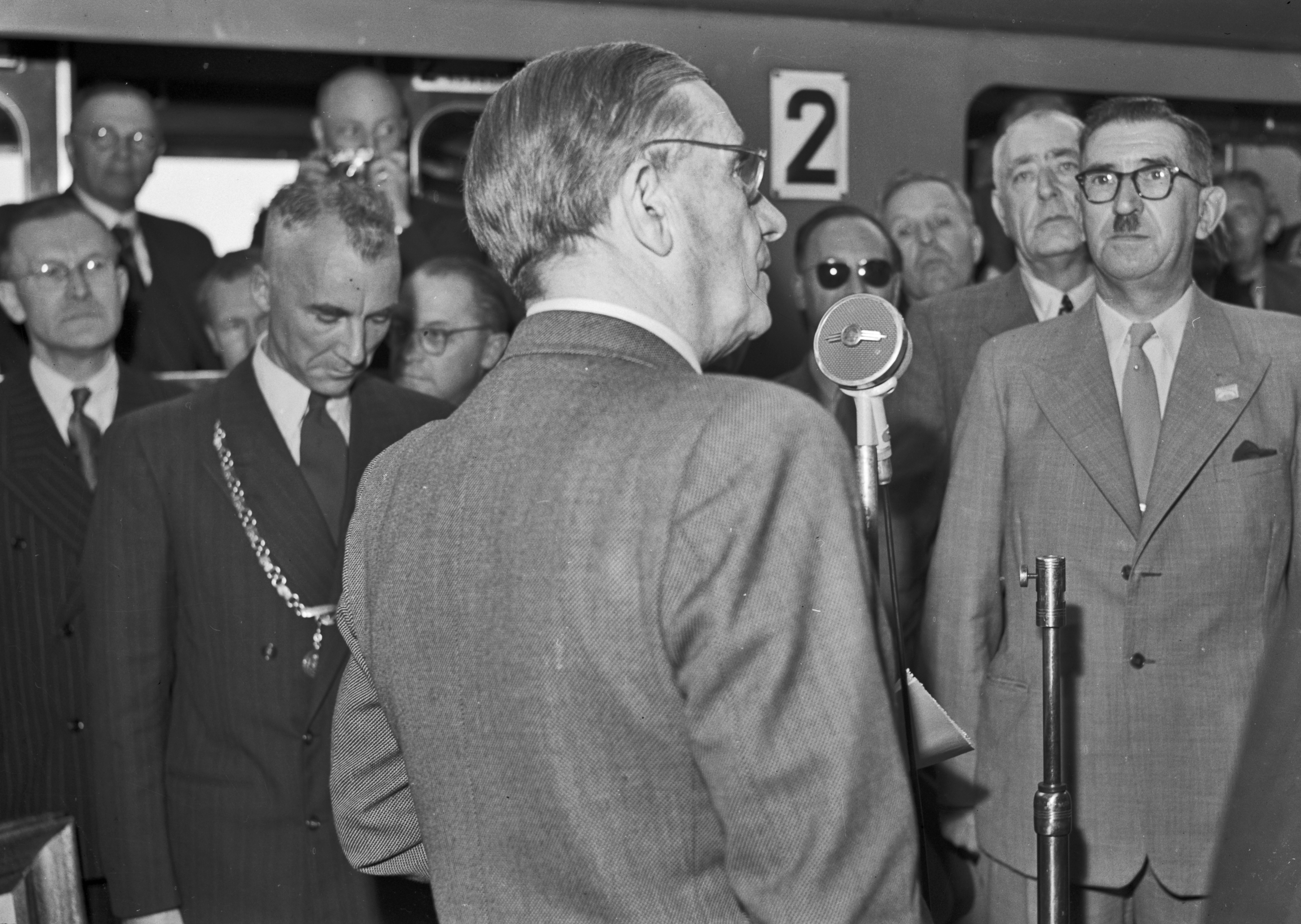
Burgemeester A. Kleijn (links met ambtsketen) in 1952

Antonie Kleijn (Goes, 29 januari 1907 – Oosterbeek, 1997) was een Nederlands burgemeester.
Hij werd geboren als zoon van Antonie Kleijn (1865-1943; ontvanger der registratie en domeinen) en Anna Johanna Catharina Ratering (1875-1951). Hij is in 1933 afgestudeerd in de rechten aan de Universiteit van Amsterdam. In 1935 werd hij benoemd tot burgemeester van Zweeloo en in 1941 was hij daarnaast enkele maanden waarnemend burgemeester van Sleen. Op 23 mei 1944 dook hij onder omdat hij weigerde personen uit zijn gemeente aan te wijzen om werkzaamheden te verrichten aan het Duitse militaire vliegveld in Havelte. Die dag kwam de Sicherheitsdienst uit Assen naar Zweeloo en arresteerde 's middags op het gemeentehuis de ambtenaar en verzetsman Albert Oosting. Kleijn was op dat moment op fiets onderweg naar het gemeentehuis, maar werd tijdig gewaarschuwd dat hij niet naar het gemeentehuis moest gaan. Hij dook daarop onder bij familie in Epe. Na de bevrijding keerde hij terug als burgemeester van Zweeloo en in 1946 volgde zijn benoeming tot burgemeester van Meppel. Vanaf september 1952 was hij een jaar met buitengewoon verlof omdat hij voor de Verenigde Naties werkzaam was in Paraguay. In die periode was jhr. C.C. de Jonge, oud-burgemeester van Zutphen, waarnemend burgemeester van Meppel. Vanaf 1957 was Kleijn naast burgemeester ook bijzonder hoogleraar in de bestuurswetenschappen aan de Nederlandsche Economische Hoogeschool in Rotterdam. Vanwege gezondheidsproblemen werd hem in 1969, ruim twee jaar voor hij 65 zou worden, ontslag verleend als burgemeester van Meppel. Daarna verhuisde Kleijn naar Oosterbeek waar hij in 1997 overleed.
Zijn broer Karel Kleijn was fotograaf en cineast en hun grootvader Lodewijk Johannes Kleijn was kunstschilder.
- Digitale Bibliotheek voor de Nederlandse Letteren: klei049
- International Standard Name Identifier: 0000 0000 2577 4396
- Library of Congress Control Number: n85163148
- Nederlandse Thesaurus van Auteursnamen: 070837597
- Réseau des bibliothèques de Suisse occidentale: 02-A003458131
- RKD-Nederlands Instituut voor Kunstgeschiedenis: 44646
- Union List of Artist Names: 500701429
- Virtual International Authority File: 77752063
- WorldCat: E39PBJw4DTTYXvbTJjhDVpTCQq